# Cyphotes insolita
Cyphotes insolita är en insektsart som beskrevs av Goding. Cyphotes insolita ingår i släktet Cyphotes och familjen hornstritar. Inga underarter finns listade i Catalogue of Life.